# Mesoligia nigrescens
Mesoligia nigrescens là một loài bướm đêm trong họ Noctuidae.